# Phú Thịnh (Quảng Nam)
Núi Thành is een thị trấn en tevens de hoofdplaats in het district Phú Ninh, een van de districten in de Vietnamese provincie Quảng Nam. Núi Thành heeft ruim 4700 inwoners op een oppervlakte van 6,48 km².

## Geografie en topografie
| Aangrenzende xã's | Aangrenzende xã's | Aangrenzende xã's | Aangrenzende xã's | Aangrenzende xã's |
| ----------------- | ----------------- | ----------------- | ----------------- | ----------------- |
|                   |                   | Tam Phước         |                   | Tam Dân           |
|                   |                   |                   |                   |                   |
| Tam Vinh          | Tam Thái          |                   |                   |                   |
|                   |                   |                   |                   |                   |
|                   |                   | Tam Đàn           |                   |                   |